# 布鲁克维尔 (宾夕法尼亚州)
布鲁克维尔（Brookville）是美国宾夕法尼亚州杰斐逊县的一个自治市镇，是杰斐逊县的县城，成立于1830年，位于匹兹堡东北部80英里（130公里）。2020年美国人口普查时，人口为3,933人。

## 历史
该地区最初是在1790年代末约瑟夫和安德鲁·巴内特兄弟以及他们的姐夫塞缪尔·斯科特到达后定居的，他们一起在桑迪里克溪和米尔溪的汇合处建立了第一个定居点，现在被称为巴内特港。在最终城镇范围内的土地上的第一个非美国本土定居者是摩西·克纳普，他于1801年在北福克溪和桑迪里克溪（形成红岸溪）的汇合处建造了一座木屋。